# Бемышевская волость
Бемышевская (Троцкая) волость — административно-территориальная единица в составе Елабужского уезда Вятской губернии, с 1921 года — Можгинского уезда Вотской АО. Упразднена постановлением Президиума ВЦИК от 15 июля 1929 года, территория волости вошла в состав Граховского и Можгинского районов.
Волостное правление располагалось в селе Бемыж (Бемыш, Бемышевский завод), в 1920 году переименовано в село Троцкое.

## История

### Елабужский уезд
Бемышевская волость образована после освобождения горнозаводских рабочих и крепостных крестьян Бемышевского завода. В 1885 году волость включала 2 сельских общества, 2 поземельные общины, 3 селения, 410 дворов. По семейным спискам в волости числилось 1157 душ мужского пола и 1283 женского.
| Характеристика              | 1894 год | 1900 год | 1905 год | 1909 год | 1916 год |
| --------------------------- | -------- | -------- | -------- | -------- | -------- |
| Численность населения       | 3360     | 3755     | 6034     | 7066     | 7274     |
| Количество сельских обществ | 3        | 3        | 7        | 7        | 7        |
| Количество селений          | 3        | 3        | 8        | 8        | 8        |
| Количество дворов           | 515      | 639      | 1010     | 1091     | 1162     |

27 марта 1919 года Елабужский уезд вместе с Бемышевской волостью был передан в Казанскую губернию.
18 июня 1920 года Бемышевская волость Елабужского уезда была возвращена в Вятскую губернию.
В 1920 году вслед за волостным центром, волость была переименована на Троцкую.

### Можгинский уезд

Волости Можгинского уезда, 1923 год.

5 января 1921 года, в связи с образованием Вотской АО, в северной части упразднённого Елабужского уезда образован Можгинский уезд, в состав которого среди прочих входит и Троцкая волость. В 1924 году Троцкая волость укрупнена за счёт упразднённых Васильевской и Староятчинской волостей, в том же году проводится реорганизация сельсоветов, волость разделена на Васильевский, Верхнебемыжский, Вишурский, Крым-Слудский, Староятчинский, Троцкий и Янгур-Чумо-Чабьинский сельсоветы. В 1925 году было проведено разукрупнение сельсоветов, дополнительно были образованы: Балдеевский, Верхнеишекский, Русско-Куюкский и Старокармыжский сельсоветы.
Троцкая волость упразднена постановлением Президиума ВЦИК от 15 июля 1929 года, территория волости вошла в состав Граховского и Можгинского районов.